# Bientina
Bientina és un municipi situat al territori de la província de Pisa, a la regió de la Toscana (Itàlia).

Bientina limita amb els municipis d'Altopascio, Buti, Calcinaia, Capannori, Castelfranco di Sotto, Santa Maria a Monte i Vicopisano.

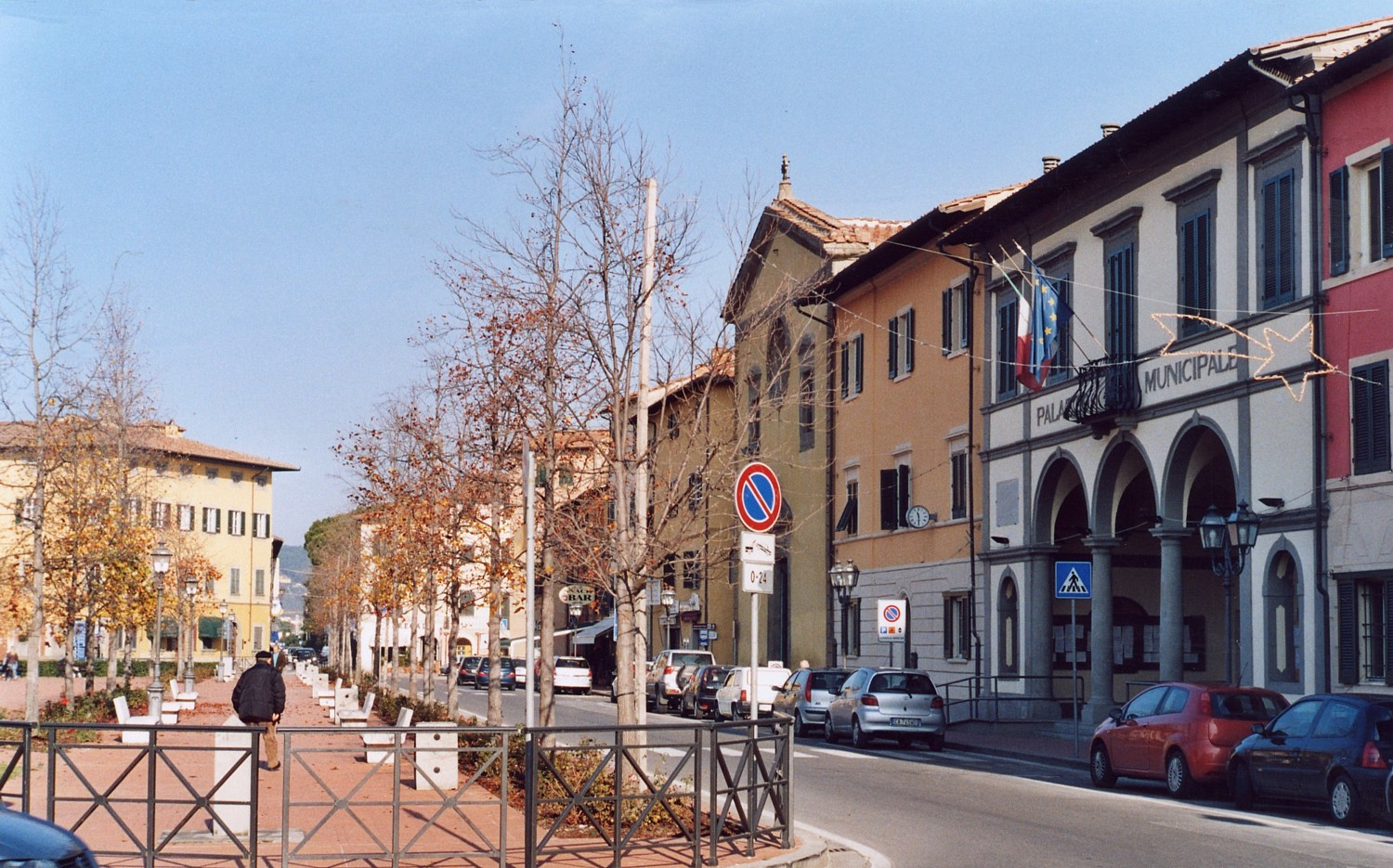
Plaça de Bientina.
Localització del municipi a la prov. de Pisa.